# Nicole Kidman
Nicole Kidman (anglès: Nicole Mary Kidman)  (Honolulu, 20 de juny de 1967) és una actriu estatunidenca i australiana. Ha guanyat un premi Òscar, quatre Globus d'Or, dos Emmy i un Bafta. Entre 2006 i 2009 va esdevenir l'actriu més ben pagada de la indústria cinematogràfica.
Després de fer diverses aparicions en teatre, cinema i televisió, Kidman va obtenir el paper que la va precipitar a la fama al thriller de 1989 Calma total. Les seves actuacions en diverses pel·lícules, com ara Tot per un somni (1995), Moulin Rouge!, The Others (2001), i Les hores (2002), han rebut lloances per part de la crítica, i durant la dècada de 2000 seria considerada una de les millors actrius del món. El 2003, Kidman va rebre la seva estrella al Passeig de la Fama a Hollywood, Califòrnia. Kidman és també ambaixadora de bona voluntat del Fons de Desenvolupament de les Nacions Unides per a la Dona (Unifem) i d'Unicef. El 21 d'octubre de 2009 l'actriu va demanar una resposta integral a la violència que pateixen les dones davant el Congrés dels Estats Units.
El 2006, Kidman va rebre l'honor civil més important d'Austràlia, essent condecorada com a dama companya de l'Ordre d'Austràlia.

## Biografia
Va néixer a Hawaii i els seus pares la van anomenar Nicole Mary Kidman. Fins als quatre anys va viure als Estats Units, llavors la seva família se'n va anar a Austràlia. El seu pare investigava sobre el càncer de mama a Washington i alhora era professor de la Universitat de Sydney (Austràlia).
Kidman començà a rebre classes de dansa a l'edat de tres anys i a Austràlia va anar a una escola de teatre per a joves. El seu pare volia que ella i sa germana petita tinguessin una bona condició física, i per això les feia fer cada matí exercicis de gimnàstica.
Als catorze anys (el 1981) Kidman va començar la carrera d'actriu amb una pel·lícula d'ambientació nadalenca, (Bush Christmas), que es reposa anualment durant el Nadal, i amb Els ciclistes voladors. Quan sa mare va tindre un càncer de pit, Nicole Kidman va deixar l'escola, però quan es va curar, va tornar a fer d'actriu. Els anys vuitanta va fer moltes pel·lícules i sèries de televisió australianes.

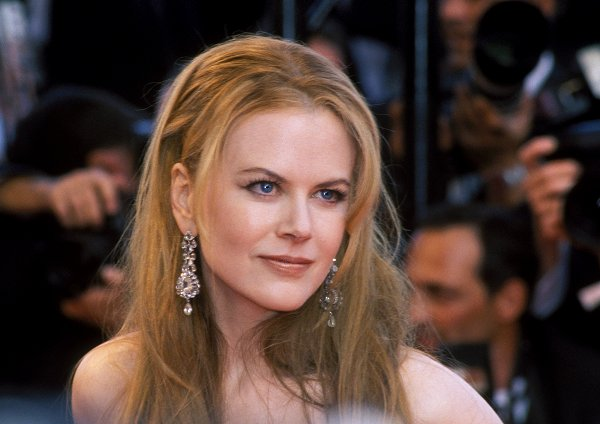
Nicole Kidman a Canes (2001)

El 1989 es donà a conèixer a Europa i als Estats Units amb la pel·lícula Calma total, rodada encara a Austràlia, i coprotagonitzada per l'actor Sam Neill, també australià. I amb la següent pel·lícula, ja americana, Dies de tro, on feu de promesa de Tom Cruise. L'any següent es va casar amb en Tom Cruise, la nit de Nadal, a les muntanyes Rocoses, a l'Estat de Colorado. Al començament, el casament era secret. La parella va adoptar dos fills, i va viure entre Los Angeles, Nova York i Colorado.
Kidman havia ja assolit la fama, i va demostrar els seus dots d'interpretació i la seva elegància a les següents pel·lícules, amb actors tan populars com Bruce Willis i Dustin Hoffman. El 1999 va fer amb el seu marit Eyes Wide Shut, que seria la darrera pel·lícula del director Stanley Kubrick, i que va tindre un gran ressò.
Uns anys després, el 2002, es va divorciar amistosament de Tom Cruise. Segons algunes fonts la raó principal era que Cruise volia educar llurs fills segons les creences de la Cienciologia (creada per Ron Hubbard), mentre que Kidman volia que fossin educats segons la tradició catòlica.
El millor reconeixement fins llavors va ser el 2001, quan va ser nominada a l'Oscar com a millor actriu principal per Moulin Rouge!. Amb la pel·lícula de suspens Los otros, dirigida pel director espanyol Alejandro Amenábar, rodada aquell mateix any, també va tindre un èxit important. No va poder fer Panic Room per una lesió al genoll que es va fer durant el rodatge de Moulin Rouge!. El 2002 va guanyar l'Oscar com a millor actriu principal per haver interpretat l'escriptora Virginia Woolf a Les hores.

## Vida personal[calcitació]
Té una germana petita, Antonia Kidman, que també és actriu.
El 25 de juny del 2006 es va unir en matrimoni amb el cantant de música country, Keith Urban, amb qui va tenir dues filles.

## Filmografia

Nicole Kidman actuant a Austràlia

- Els ciclistes voladors (Bmx bandits, 1983)
- Bush Christmas (1983)
- Wills & Burke (1985)
- Archer's Adventure (1985)
- Watch the Shadows (1986)
- Windrider (1986)
- The Bit Part (1987)
- Emerald City (1988)
- Calma total (Dead Calm, 1989)
- Dies de tro (Days of Thunder, 1990)
- Billy Bathgate (1991)
- La primera experiència (Flirting, 1991)
- Un horitzó molt llunyà (Far and Away, 1992)
- La meva vida (My Life, 1993)
- Malícia (Malice, 1993)
- Tot per un somni (To Die For, 1995)
- Batman Forever (1995)
- Retrat d'una dama (The portrait of a lady, 1996)
- Un home d'èxit (The Leading Man, 1996)
- The Peacemaker (1997)
- Pràcticament màgia (Practical Magic, 1998)
- Eyes Wide Shut (1999)
- Birthday Girl (2001)
- The Others (2001)
- Moulin Rouge! (2001)
- Les hores (The Hours, 2002)
- Dogville (2003)
- La taca humana (The Human Stain, 2003)
- Cold Mountain (2003)
- Les dones perfectes (The Stepford Wives, 2004)
- Birth (2004)
- Embruixada (Bewitched, 2005)
- The Interpreter (The Interpreter,2005)
- Fur: An Imaginary Portrait of Diane Arbus (2006)
- Happy feet: Trencant el gel (Happy Feet, 2006)
- La brúixola daurada (The Golden Compass, 2007)
- Margot at the Wedding (2007)
- Invasió (The Invasion, 2007)
- Austràlia (Australia, 2008)
- Nine (2009)
- Rabbit Hole (2010)
- Sota amenaça (Trespass, 2011)
- Segueix-me el rotllo (Just Go with It, 2011)
- The Paperboy (2012)
- Hemingway & Gellhorn (2012)
- Un llarg viatge (The Railway Man, 2013)
- Stoker (2013)
- Paddington (2014)
- No confiïs en ningú (Before I Go to Sleep, 2014)
- Gràcia de Mònaco (Grace of Monaco, 2014)
- El secret d'una obsessió (Secret in Their Eyes, 2015)
- The Family Fang (2015)
- La reina del desert (Queen of the Desert, 2015)
- Strangerland (2015)
- Lion (2016)
- Genius (2016)
- El seductor (The Beguiled, 2017)
- The Upside (2017)
- Big Little Lies (sèrie de TV) (2017)
- The Killing of a Sacred Deer (2017)
- How to Talk to Girls at Parties (2017)
- Untouchable (2018)
- Aquaman (2018)
- Destroyer: Una dona ferida (Destroyer, 2018)
- Boy Erased (2018)
- The Goldfinch (2019)
- L'escàndol (Bombshell, 2019)
- The Prom (2020)
- Being the Ricardos (2021)
- The Northman (2021)
- Aquaman i el regne perdut (Aquaman and the Lost Kingdom, 2023)
- A Family Affair (2024)
- Babygirl (2024)

No s'incloen les aparicions a la televisió ni altres treballs.

## Premis i nominacions

### Premis Oscar
| Any  | Categoria                | Pel·lícula         | Resultat   |
| ---- | ------------------------ | ------------------ | ---------- |
| 2001 | Millor actriu            | Moulin Rouge!      | Candidata  |
| 2002 | Millor actriu            | Les hores          | Guanyadora |
| 2011 | Millor actriu            | Rabbit Hole        | Candidata  |
| 2017 | Millor actriu secundària | Lion               | Candidata  |
| 2021 | Millor actriu            | Being the Ricardos | Candidata  |

### Premis Globus d'Or
| Any  | Categoria                            | Pel·lícula                 | Resultat   |
| ---- | ------------------------------------ | -------------------------- | ---------- |
| 1992 | Millor actriu secundària             | Billy Bathgate             | Candidata  |
| 1996 | Millor actriu − Musical o comèdia    | Tot per un somni           | Guanyadora |
| 2002 | Millor actriu − Drama                | The Others                 | Candidata  |
| 2002 | Millor actriu − Musical o comèdia    | Moulin Rouge!              | Guanyadora |
| 2003 | Millor actriu − Drama                | Les hores                  | Guanyadora |
| 2004 | Millor actriu − Drama                | Cold Mountain              | Candidata  |
| 2005 | Millor actriu − Drama                | Birth                      | Candidata  |
| 2011 | Millor actriu − Drama                | Rabbit Hole                | Candidata  |
| 2013 | Millor actriu secundària             | The Paperboy               | Candidata  |
| 2013 | Millor actriu − Minisèrie o telefilm | Hemingway & Gellhorn       | Candidata  |
| 2017 | Millor actriu secundària             | Lion                       | Candidata  |
| 2018 | Millor actriu - Minisèrie o telefilm | Big Little Lies            | Guanyadora |
| 2019 | Millor actriu - Drama                | Destroyer: Una dona ferida | Candidata  |
| 2020 | Millor actriu - Sèrie dramàtica      | Big Little Lies            | Candidata  |
| 2021 | Millor actriu - Minisèrie o telefilm | The Undoing                | Candidata  |
| 2022 | Millor actriu - Drama                | Being the Ricardos         | Guanyadora |

### Premis BAFTA
| Any  | Categoria                | Pel·lícula       | Resultat   |
| ---- | ------------------------ | ---------------- | ---------- |
| 1996 | Millor actriu            | Tot per un somni | Candidata  |
| 2002 | Millor actriu            | The Others       | Guanyadora |
| 2003 | Millor actriu            | Les hores        | Candidata  |
| 2017 | Millor actriu secundària | Lion             | Candidata  |

### Festival de Berlín
| Any  | Categoria     | Pel·lícula | Resultat   |
| ---- | ------------- | ---------- | ---------- |
| 2003 | Millor actriu | Les hores  | Guanyadora |

### Premis Goya
| Any  | Categoria     | Pel·lícula | Resultat  |
| ---- | ------------- | ---------- | --------- |
| 2001 | Millor actriu | The Others | Candidata |

### Premis Emmy
| Any  | Categoria                            | Pel·lícula           | Resultat   |
| ---- | ------------------------------------ | -------------------- | ---------- |
| 2012 | Millor actriu − Minisèrie o telefilm | Hemingway & Gellhorn | Candidata  |
| 2017 | Millor actriu - Minisèrie o telefilm | Big Little Lies      | Guanyadora |

### Festival Internacional de Cinema de Venècia
| Any  | Categoria                                       | Pel·lícula | Resultat   |
| ---- | ----------------------------------------------- | ---------- | ---------- |
| 2024 | Copa Volpi per la millor interpretació femenina | Babygirl   | Guanyadora |